# テレビで留学!
『テレビで留学!』（テレビでりゅうがく）は、NHK教育テレビジョンで2005年4月5日から10月3日、2006年4月4日から2009年4月4日まで放送された英語の語学番組である。かつては「英会話 トーク&トーク」「英会話 エンジョイ!スピーキング」などのタイトルで放送された。

## 概要
アメリカの大学で実際に行われる外国人向けの英語の授業をそのまま放送する。生徒は日本人を含め英語圏ではない国の、実際にアメリカに留学に来ている一般の人たちである。多少の解説はあるが、出てくる音声・文字とも英語のみで日本語は全く出てこない。2006年4月から、ニューヨークのコロンビア大学の授業を放送する。

## 放送時間
2005年度前半、2006年度、2007年度
- 本放送：火曜日 午後11時10分 - 11時30分
- 再放送：翌週月曜日 午前6時50分 - 7時10分／午後12時10分 - 12時30分

2008年度
- 本放送：水曜日 午後11時10分 - 11時30分
- 再放送：翌週水曜日 午前6時40分 - 7時00分／午後12時10分 - 12時30分